# Hong Jin-ho
 (août 2015).
Si vous disposez d'ouvrages ou d'articles de référence ou si vous connaissez des sites web de qualité traitant du thème abordé ici, merci de compléter l'article en donnant les références utiles à sa vérifiabilité et en les liant à la section « Notes et références ».
Hong Jin-ho (홍진호), né le 31 octobre 1982 en Corée du Sud, également connu sous le pseudonyme de « YellOw », est un ancien joueur professionnel du jeu vidéo de stratégie en temps réel StarCraft: Brood War. Cependant le 15 juin 2011 Hong Jin-ho annonce officiellement sa retraite du monde de la compétition.

## Filmographie
| Année | Titre                         | Chaine | Notes |
| ----- | ----------------------------- | ------ | ----- |
| 2013  | The Genius: Rules of the Game | tvN    |       |
| 2013  | The Genius: Rule Breaker      | tvN    |       |
| 2014  | Kim Jiyeon's Sweet 19         | tvN    |       |
| 2014  | Shared TV                     | tvN    |       |
| 2014  | Need More Romance             | tvN    |       |
| 2014  | Crime Scene                   | JTBC   |       |
| 2015  | SNL Korea                     | tvN    |       |
| 2015  | Crime Scene 2                 | JTBC   |       |
| 2015  | The Genius: Grand Final       | JTBC   |       |
| 2015  | 5 Days of Summer              | JTBC   |       |